# San Antonio, Matlapa
San Antonio är en ort i Mexiko.   Den ligger i kommunen Matlapa och delstaten San Luis Potosí, i den sydöstra delen av landet, 210 km norr om huvudstaden Mexico City. San Antonio ligger 160 meter över havet och antalet invånare är 524.
Terrängen runt San Antonio är kuperad. Runt San Antonio är det ganska tätbefolkat, med 67 invånare per kvadratkilometer. Närmaste större samhälle är Tamazunchale, 9,2 km söder om San Antonio. I omgivningarna runt San Antonio växer huvudsakligen savannskog.